# Basket Fever
Basket fever o Locos por el basket es una serie animada española creada por Antoni D'Ocon en 1992 en colaboración con TVE y la liga ACB junto a la Real Federación Española de Baloncesto.
La serie está protagonizada por un grupo de perros antropomorfos aficionados al baloncesto y un saltamontes llamado Hooper que llega al barrio.

## Resumen
Cuando el saltamontes Hooper llega a un suburbio de Dog City termina en medio de una guerra de bandas entre los Quebrantahuesos, un grupo de delincuentes con poco afecto a los forasteros que tiene atemorizado al barrio y los Dinamics, quienes les hacen frente alejándose de la violencia. La serie arranca cuando el recién llegado, quien se une al segundo grupo propone solucionar las diferencias de ambos jugando al baloncesto para disputarse el solar del barrio; algo a lo que las dos bandas acceden, una con mayor propósito de deportividad que la otra.
La serie es conocida por recurrir a la amistad y a la no violencia como argumento principal poniendo dicho deporte de ejemplo de compañerismo.

## Protagonistas

### Dinamics
- Hooper: miembro más reciente de los Dinamics con permiso de Linda. Es el único personaje no-canino de la serie y catalizador de la misma al introducir el baloncesto para aparcar la violencia. Su llegada al barrio es tan bienvenida por los Dinamics como vista con recelo por los Quebrantahuesos, quienes le muestran desde el principio su deseo de echarle del que ellos consideran su territorio.
- Mike, alias Boss: es el líder de la banda, le gusta el deporte y la música rap, es a la vez el más arrogante.
- Freddie, alias Kruegger: el más pacífico de los Dinamics, aficionado a la poesía y de carácter melodramático.
- Plasta: el miembro más bajo del equipo, como su nombre indica es bastante pesado. Compañero de habitación de Hooper, quien se resigna a aguantar sus ronquidos.
- Linda: es la fémina del grupo. Sus gustos, entre los que se incluye la música heavy no pegan con su apariencia coqueta. Antes de ingresar en los Dinamics militó por un breve periodo de tiempo en los Quebrantahuesos hasta que dejó la banda en desaprobación con los métodos violentos de estos.
- Sargent: militar retirado y propietario de una panadería, se convierte en el entrenador del equipo, harto de los Quebrantahuesos. Dirige los entrenamientos como si se preparara para una guerra. Dato curioso: su personalidad es similar a la de Louis Gossett Jr. en Oficial y Caballero.

### Quebrantahuesos
- Charlie, alias Killo: cabecilla de los Quebrantahuesos, altamente violento y con propensión a armar jaleo allá por donde va, rayando incluso en el atraco. Su rivalidad con Boss es encarnizada hasta el punto de inventarse una filiación familiar entre ambos para provocarle una crisis de identidad y robarle sus méritos.
- Rapper: el miembro menos peligroso de la banda, se comunica explícitamente con balbuceos parecidos al rap.
- Paccino: el bromista del grupo, su mejor arma dentro y fuera de la cancha es la intimidación.
- Destroyer: el más fiero de los Quebrantahuesos. Su descomunal fuerza, que le permite derribar paredes a puñetazos es inversamente proporcional a su escasa inteligencia. Primo de Linda, fue quien la reclutó en la banda antes de que ésta entrara en los Dinamics.
- Yvonne: la fémina de los Quebrantahuesos y novia de Killo. Su estilo punk va acorde con su personalidad descarada.
- O' Rejas: el entrenador de los Quebrantahuesos. Su única experiencia dirigiendo un equipo de baloncesto se encuentra en la penitenciaría donde estuvo encerrado diez años.

## Referencia cultural
Hooper fue la mascota oficial de la liga ACB.